# آرامگاه کاشف‌السلطنه
آرامگاه محمد میرزا قوانلو ملقب به کاشف السلطنه (موزه تاریخ چای لاهیجان) مربوط به دوره معاصر است و در لاهیجان، خیابان کاشف شرقی نرسیده به سراه کشاورزی واقع شده‌است. این اثر در تاریخ ۲۶ آبان ۱۳۷۵ با شمارهٔ ثبت ۱۷۶۹ به‌عنوان یکی از آثار ملی ایران به ثبت رسیده‌است.
موزه لاهیجان یکی از جاذبه‌های گردشگری شهرستان لاهیجان است که ابتدا به عنوان مقبره کاشف السلطنه مورد بازدید قرار می‌گرفت، با تکمیل ساختمان نیمه کاره مجاور آرامگاه و از سال ۱۳۷۵ به عنوان موزه تاریخ چای ایران مورد بهره‌برداری قرار گرفت.
این موزه از یک سالن اصلی دو طبقه، یک برج و دو فضای اداری شمالی و جنوبی تشکیل شده‌است. طبقه همکف از سالن اصلی بنا، به اسناد و مدارک مرحوم کاشف السلطنه و وسایل مربوط به چای و چای‌نوشی اختصاص داده شده و طبقه دوم بنا را ویترین‌ها و اقلام مردم‌شناسی تشکیل می‌دهند.